# Ветер в спину
Ветер в спину (англ. Wind at My Back) — канадский телесериал, снятый на основе серии книг Макса Брейтвейта и Барри Броудфута. Премьера телесериала состоялась на канадском телеканале «CBC Television» в декабре 1996 года.

## Сюжет
События телесериала разворачиваются в маленьком канадском городке Нью-Бедфорд на фоне Великой депрессии 30-х годов XX века. В основе сюжета история клана Бейли. Хани Бейли рано овдовела, а враждебно настроенные к ней родственники мужа разлучают её с детьми. Но ни она, ни дети не смиряются с судьбой и борются за воссоединение семьи…
Действие начинается в 1932 году. В городе Нор-Бридж банк закрывает за долги хозяйственный магазин Джека и Хани Бейли.Не найдя работы в городе Джек принимает решение переехать в родной город Нью-Бедфорд, где его мать Мэй Бейли работает на серебряном руднике.  После переезда Джек внезапно умирает от аллергии вследствие укуса шершня
.  Его мать делает все возможное, чтобы разлучить Хани с сыновьями.

## В ролях
- Ширли Дуглас — Мэй Бейли
- Кэтрин Гринвуд — Грейс Бейли
- Дилан Провенчер — Губерт Бейли
- Тайрон Сэвадж — Генри Бейли
- Синтия Белливо — Хани Бейли
- Джеймс Кэрролл — Макс Саттон
- Гордон Пинсент — Лео Макгинти

## Съемка сериала
Сериал снимался с 1996 по 2001 год в городе Боуманвилль в 75 километрах восточнее Торонто. Сцены снимались в музее города, а также в местечке Тайрон Миллс недалеко от Боуманвилля. После первого сезона Sullivan Entertainment  построили декорации города на территории студии в Торонто. Также съемки велись в Уксбридже и Джексон Пойнте, штат Онтарио.

## Список эпизодов
Сериал включает 5 эпизодов по 13 серий каждый. Продолжительность серии около 45 минут.

### Сезон 1
- 1.1: Four Walls and a Roof Part 1
- 1.2: Four Walls and a Roof Part 2
- 1.3: No Way of Telling
- 1.4: A Family of Independent Means
- 1.5: My Dog Pal
- 1.6: Something from Nothing
- 1.7: Moonshine Struck
- 1.8: Train to Nowhere
- 1.9: Aunt Grace’s Wedding
- 1.10: No Place like Home
- 1.11: Chasing Rainbows
- 1.12: Moving Mountains
- 1.13: Back In My Arms Again

### Сезон 2
- 2.1: Many Happy Returns
- 2.2: Never Sleep Three in a Bed
- 2.3: The Agony Column
- 2.4: Triple Trouble
- 2.5: Summer Dreams, Summer Nightmares
- 2.6: The Champ
- 2.7: By Gosh or By Golly
- 2.8: Careers
- 2.9: Radio Waves
- 2.10: A Ghost of a Chance
- 2.11: A Meeting of the Clan
- 2.12: All That Human Hearts Endure
- 2.13: Smiling Through

### Сезон 3
- 3.1: The Resurrection of May
- 3.2: The Long Weekend
- 3.3: The Forever Leap
- 3.4: My Beautiful Mom
- 3.5: The Fever
- 3.6: The Crystal Skull
- 3.7: Public Enemies
- 3.8: New Directions
- 3.9: The Strap
- 3.10: Grace of Hollywood
- 3.11: Marathon
- 3.12: A Mission for Honey
- 3.13: Life on Mars

### Сезон 4
- 4.1: All This and Heaven Too
- 4.2: It Don’t Mean a Thing
- 4.3: A Girl in Trouble
- 4.4: A River Rages
- 4.5: After Leo
- 4.6: Faith Healer
- 4.7: Remembrance Day
- 4.8: The Shadow Boxer
- 4.9: Murmur Most Foul
- 4.10: The Wild Blue Yonder
- 4.11: A Family Again
- 4.12: A Formal Affair
- 4.13: The Foolish Heart

### Сезон 5
- 5.1: Coming of Age
- 5.2: Oh Happy Day
- 5.3: The Trick Cyclist
- 5.4: New Girls in Town
- 5.5: The Spanish Prisoner
- 5.6: Marriage of True Minds
- 5.7: For God and Country
- 5.8: Enter Eddie Jackson
- 5.9: The Summer Plague
- 5.10: Reconciliation
- 5.11: Crack in the Mirror
- 5.12: Secrets and Lies
- 5.13: Payback